# Chiesa di San Rocco (Terre d'Adige)
La chiesa di San Rocco  è la parrocchiale di Nave San Rocco, frazione di Terre d'Adige, in Trentino. Fa parte della zona pastorale di Mezzolombardo dell'arcidiocesi di Trento e la sua costruzione risale al XIX secolo. Conserva una pala d'altare attribuita a Martino Teofilo Polacco.

## Storia

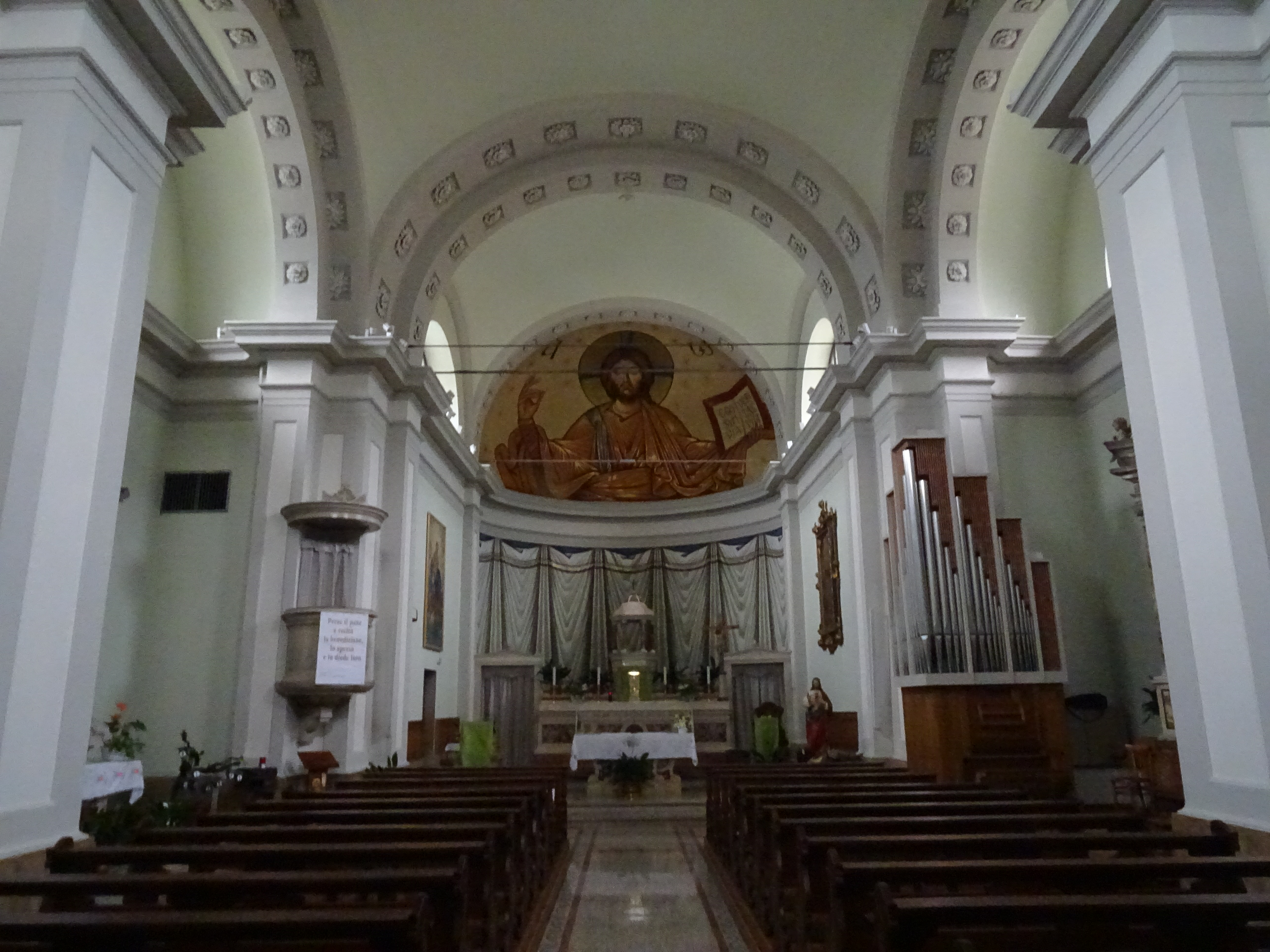
Interno

La nuova chiesa con dedica a San Rocco fu costruita tra il 1855 ed il 1859 dopo un lungo periodo nel quale la comunità di Nave San Rocco aveva avuto a disposizione come unico luogo per il culto la vecchia chiesa dei Santi Fabiano e Sebastiano troppo spesso minacciata dalle piene del fiume Adige e quindi poi divenuta solo chiesa del cimitero.
La nuova chiesa fu benedetta nel 1859 ed ebbe la sua consacrazione con cerimonia solenne nel 1876.
Col XX secolo venne edificata la torre campanaria, nel 1911, e fu sottoposta a restauri con rifacimento del pavimento della sala, nel 1937.
Ottenne dignità di parrocchia nel 1953.
A partire dalla seconda metà del secolo fu oggetto di un nuovo ciclo di restauri continuato sino al 2016. Venne rivista tutta la struttura, furono messi a norma gli impianti e venne decorato l'abside con l'immagine di Cristo Pantocratore.

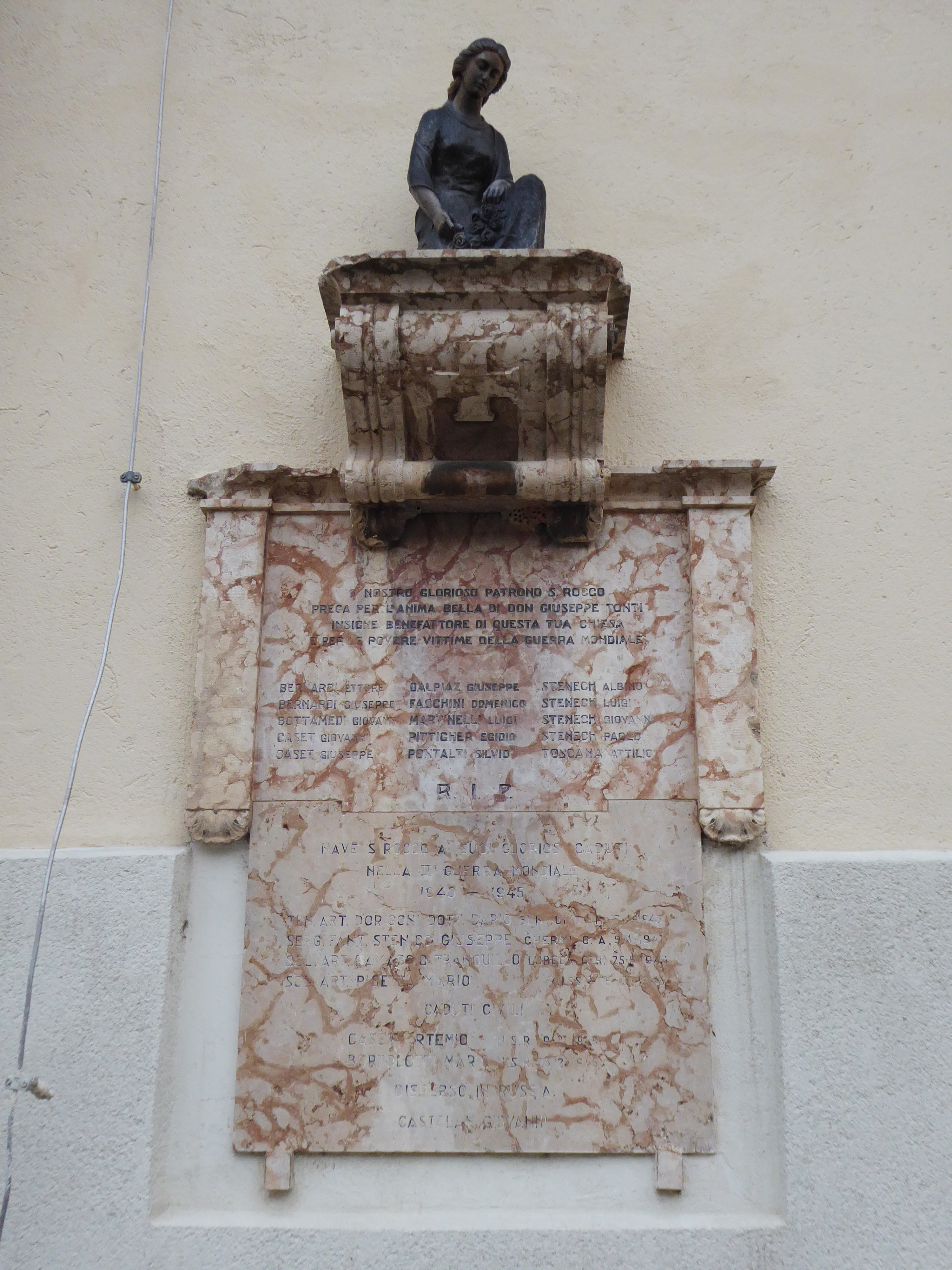
Lapide posta sulla parete esterna della chiesa di San Rocco. La parte superiore ricorda i caduti durante la prima guerra mondiale e la parte inferiore, posta successivamente, ricorda i caduti nella seconda.

## Descrizione

### Esterni
Si trova nel centro di Nave San Rocco ed è orientata verso nord-est. La facciata è semplice, a capanna con due spioventi. Il portale è architravato, preceduto da una scalinata, e al centro del prospetto, in alto, una grande lunetta porta luce nella sala. La torre campanaria si alza direttamente dalla copertura del tetto.

### Interni
La navata interna è unica ed ampliata da due cappelle gemelle laterali. Nella sala sono conservati tre altari in marmo. Il più interessante dal punto di vista artistico è quello laterale di sinistra col paliotto policromo con l'immagine di San Rocco. La pala d'altare è attribuita a Martino Teofilo Polacco.